# Гангстеры и филантропы
Гангстеры и филантропы (пол. Gangsterzy i filantropi) — польский чёрно-белый фильм-комедия. Фильм удостоен приза Министра культуры и искусства ПНР 3-й степени.

## Сюжет
Фильм состоит из двух отдельных новелл с общим финалом: их герои попадают на скамью подсудимых и их дела слушаются одно за другим в одном и том же зале.

### «Профессор»
Первая новелла — о гангстерах. Ограбление банковского автомобиля было задумано как идеальное. Гениальный главарь бандитской шайки по кличке Профессор рассчитал посекундно все действия и своих подчиненных, и милиции, а себе самому с помощью хитроумного трюка обеспечил железное алиби. Он не смог предвидеть только двух обстоятельств: новый шикарный проспект, только что открытый с большой помпой, по которому предполагалось уйти с деньгами от погони, как раз накануне перекопают вдоль и поперек; а автомобиль, приготовленный для бегства, нельзя оставлять в Варшаве ночью без присмотра — колеса непременно украдут.

### «Спиртомер»
Вторая новелла — о филантропах. Химика Ковальского, растяпу и подкаблучника, в очередной раз увольняют с работы за халатность. С тоски он идет в питейное заведение, там его принимают за инспектора, проверяющего качество спиртного, и подсовывают взятку. Сообразив, что к чему, герой начинает «турне» по местам общественного питания. Ему не нужно даже представляться, достаточно демонстративно окунуть в рюмку с водкой спиртомер или поставить на столик аптекарские весы, и деньги сами собой появляются в его карманах. Жизнь неудачника преображается. Теперь он успешный добытчик, гордость супруги, куплена новая мебель, автомобиль, строится домик за городом. Рестораторы несут огромные расходы, и в конце концов решают, что им дешевле кормить клиентов без обмана и обвеса, чем повышать благосостояние ненасытного «ревизора». Ковальского привлекают к суду за мошенничество, но оправдывают: он ведь ни разу не назвал себя ревизором. Взятки ему вручали совершенно добровольно, и судья признал их «случаем коллективной филантропии». Кроме того, качество обслуживания в варшавских ресторанах поднимается на невиданную высоту, и общественность готова носить химика на руках. Зато у налоговой службы к польскому Хлестакову возникают вопросы.

## В ролях
- Густав Холоубек — «Профессор»
- Казимеж Опалиньский — судья-шахматист
- Данута Водыньская — домработница судьи
- Веслав Михниковский — Анастазий Ковальский, химик
- Ханка Белицкая — жена Ковальского
- Магда Целювна — Ханка, дочь Ковальских
- Густав Люткевич — «Винт»
- Войцех Раевский — «Лысый»
- Мирослав Майхровский — «Пармезан»
- Яцек Хан, Януш Хан — «Братья Сиамчики»
- Роман Клосовский — извозчик
- Мариан Лонч — милиционер
- Здзислав Тобяш — неприятный официант
- Вацлав Янковский — официант
- Рышард Петруский — Алойзы Суперата, директор ресторана
- Мечислав Павликовский — Печаркевич, директор ресторана
- Ирина Лясковская — Яскевичова, директор ресторана
- Ежи Беленя — Малага, директор пивной
- Юзеф Пара — заместитель директора ресторана
- Станислав Барея — гость в ресторане
- Ежи Гофман — танцующий в ресторане
- Мариан Коциняк — клиент
- Здзислав Лесняк — радиожурналист
- Януш Насфетер — прокурор
- Барбара Модельская — певица в ресторане